# (4621) Tambov
(4621) Tambov es un asteroide perteneciente al cinturón de asteroides, descubierto el 27 de agosto de 1979 por Nikolái Stepánovich Chernyj desde el Observatorio Astrofísico de Crimea (República de Crimea).

## Designación y nombre
Designado provisionalmente como 1979 QE10. Fue nombrado Tambov en homenaje a la ciudad rusa Tambov.